# チェリーパイ (映画)
『チェリーパイ』（cherry pie）は、2006年10月7日に公開された日本映画。配給はアップリンク。cinemusicaシリーズの第1弾作品。
2007年3月21日にDVDが、2008年7月2日にはBlu-ray Discが発売された。

## 概要
映像と音楽の新たな形を創造する「cinemusica（シネムジカ）」シリーズの第1弾。北川景子の初主演映画作品。
主題歌である「二輪花」は本作品のためにいきものがかりが書き下ろしたものである。監督がイメージする単語を20ほど提案し、それをもとに山下穂尊が詞を書いたという。なお、いきものがかりの楽曲としては、初めて映画の主題歌として使用された。

## あらすじ
新人パティシエの清原つぐみは、ある大きなスランプを迎えていた。片思いをしている辻内透から教わった店の看板メニューのチェリーパイが上手く作れなくなってしまったのだ。今日もひとり閉店後厨房に残って鍋で煮立つチェリージャムを味見するが、何度作り直しても「あの味」にならない。振り返った視線の先には、棚に大事に飾られたチェリージャムの瓶とパティシエの制服。胸元には「辻内透」の刺繍。そこへ一本の電話が鳴る。以前契約していた山梨のサクランボ農家の娘・木下千春からであった。辻内から頼まれたものを預かっており、一度農園に来てほしいと言う。電話を終えて考え込むキヨハラ。調理台でパイ生地を練っていていきなり顔がゆがみ、大粒の涙がこぼれてくる。キヨハラがこの店に入ったのは高校を卒業してすぐのことで、店の人気メニューのチェリーパイに魅せられたからだった。パリパリと唇にくっつくパイのカケラ、舌の上でゆっくりと溶けて広がるバターの香り、そして店特製の大粒の甘酸っぱいチェリージャム。押しかけるようにして働き始めたキヨハラに全てを一から教えたのが先輩パティシエの辻内だった。ぶっきらぼうだが根は優しく、いち早く彼女の素質を見抜いて辛抱強く教えてくれた辻内に、キヨハラはいつしか尊敬を越えた恋心を抱くようになっていた。だが、一年前のちょうどこの時期、大雨の影響で車の事故に巻き込まれた辻内は永遠に帰らぬ人になってしまったのだ。辻内の死に向き合えないまま一年が過ぎていた。そして例の電話以来ますますチェリーパイの味はマズくなる一方。そんな彼女を見かねてオーナーシェフの立石は言う。「けじめをつめなきゃいけないね」と。的をつかれたキヨハラはしばし言葉を失ってしまい、「はっきりさせるのが、やなんです」とゆらゆらと力をなくしてしゃがみこんだ…。そして店の常連客で彼女の親友、留年中の美大生の八千代はひっきりなしに彼氏を替えていく恋多き女。フラレた涙をガスマスクで隠すなど普段からアートな生活をしている。そんな彼女は、高校時代に付き合っていた恩師・久保田が本命だと気付くやいなや、早速下校時間に待ち伏せて猛然とアタックを開始する。またもうひとりの親友、新進コピーライターとして活躍している文は上司と不倫している。妊娠したことを告げると、相手の男は手の平を返したように冷たくなってしまった。人生の選択に迷う文。果たして彼女たちのままならない恋の行方は…。

## キャスト
- 清原つぐみ - 北川景子
- 一木八千代 - 江口のりこ
- 高木文 - 原田夏希
- 立石 - 白井晃
- 木下千春 - 肘井美佳
- 久保田 - 海東健
- 川崎めぐみ - 渋谷桃子
- ケンロウ - 竹財輝之助
- 文の不倫相手の妻 -  東山麻美
- 木下 - 品川徹
- 辻内透 - 岡田浩暉

## スタッフ
- 監督 - 井上春生
- 脚本 - 井上春生、久保裕章
- 音楽 - 村山達哉、Tokyo Grand Orchestra
- 撮影 - 木村重明
- 照明 - 渡辺大介
- 録音 - 長谷川智亮
- 美術 - 仲前智治
- 衣装 - 小倉久乃
- ヘアメイク - 金具光恵
- 助監督 - 橋本光二郎
- 制作担当 - 村田亮
- 音楽プロデューサー - 田井モトヨシ
- フードコーディネーター - 市場ゆりこ
- 製作 - 「チェリーパイ」製作委員会、エピックレコードジャパン、読売広告社、キューブ、ボイス&ハート、MTV JAPAN
- 制作 - NPO法人クロスアーツ
- 制作プロダクション - アン・エンタテインメント
- 上映時間 - 80分

## 主題歌
- 「二輪花」
  - 作詞 / 作曲：山下穂尊 編曲：田中ユウスケ  歌：いきものがかり

## ロケ地
- 自由が丘スイーツフォレスト
- 久那土駅